# St.-Katharinen-Kloster (Bremen)

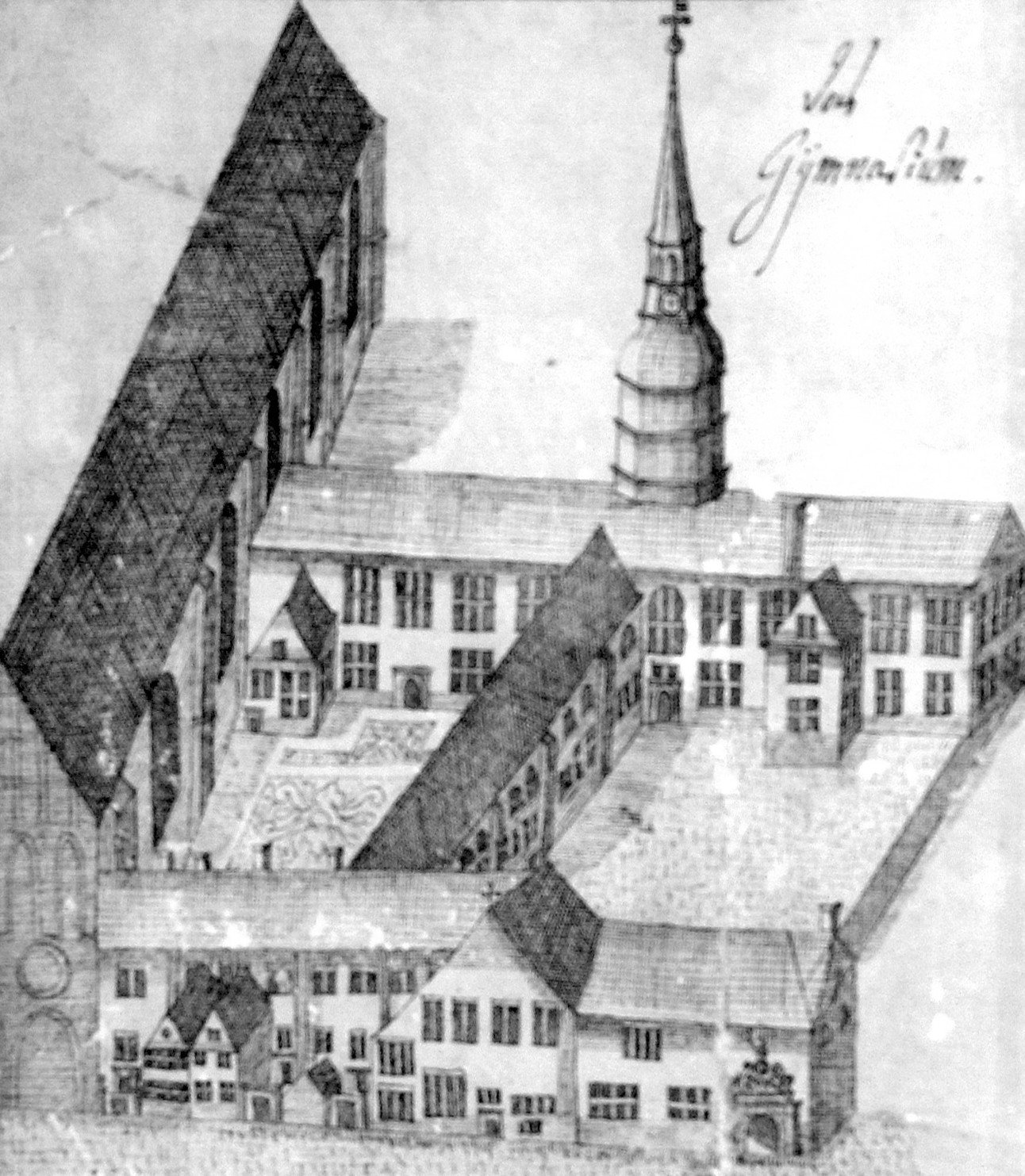
Das ehemalige Katharinenkloster, Zeichnung von Johann Daniel Heinbach, 1734

Das ehemalige  St. Katharinen-Kloster der Dominikaner in Bremen - Mitte, Katharinenklosterhof 7, ist als Gebäude nur in geringen Teilen erhalten. Es bestand in seiner ursprünglichen Funktion von 1253 bis 1528. Das Kloster befand sich in der Altstadt zwischen Sögestraße, Unser-Lieben-Frauen-Kirchhof, Schüsselkorb und Domshof im Bereich der heutigen Katharinen-Hochgarage.
Refektorium, Kapitelstube und Kreuzgang stehen seit 1909/1973 unter Bremer Denkmalschutz.

## Geschichte
Die Dominikaner ließen sich 1225 in Bremen nieder. Möglicherweise übernahmen sie Gebäude eines 1185 gegründeten, aber dann wieder aufgegebenen Zisterzienserinnenklosters gleichen Patroziniums.[X] Vermutlich begannen sie bald mit dem Ausbau der Klostergebäude und der 1253 genannten Kirche. Zunächst halfen die Dominikaner im Stedingerkrieg dem Erzbistum Bremen in seinem „Kreuzzug“ gegen die Stedinger Bauern, die 1234 in der Schlacht bei Altenesch den Krieg und ihre Freiheit verloren. Vom 13. bis zum 16. Jahrhundert wirkten die Dominikaner neben ihren seelsorgerlichen Pflichten in der Katechese. Katharina von Alexandrien aus dem 3. und frühen 4. Jahrhundert ist eine der bekanntesten Heiligen. Sie wird in der katholischen und der orthodoxen Kirche als Märtyrerin verehrt.

### Kirche
1253 schenkte der Rat dem Konvent einen Bauplatz, vermutlich jener Ort, auf dem eine zweite, 1284 geweihte Kirche entstand. Diese Basilika wurde im 15. Jahrhundert zur querschifflosen Hallenkirche umgebaut, ein Zustand, den noch das Aquarell von Polzin um 1810 zeigt. Ihre turmlose Fassade zeigte zur Sögestraße, der ebenfalls umgebaute polygonale Chor war zeitweise vom Schüsselkorb aus sichtbar. Ein mächtiges Satteldach, ähnlich wie das von St. Johann, der anderen großen Bettelordenskirche in Bremen, deckte das Langhaus. Südlich der Kirche, entlang der Sögestraße, schlossen sich der Klosterhof mit dem Kreuzgang, dem Wirtschaftshof, dem Remter (Refektorium) und den weiteren Wohn- und Wirtschaftsräumen an.

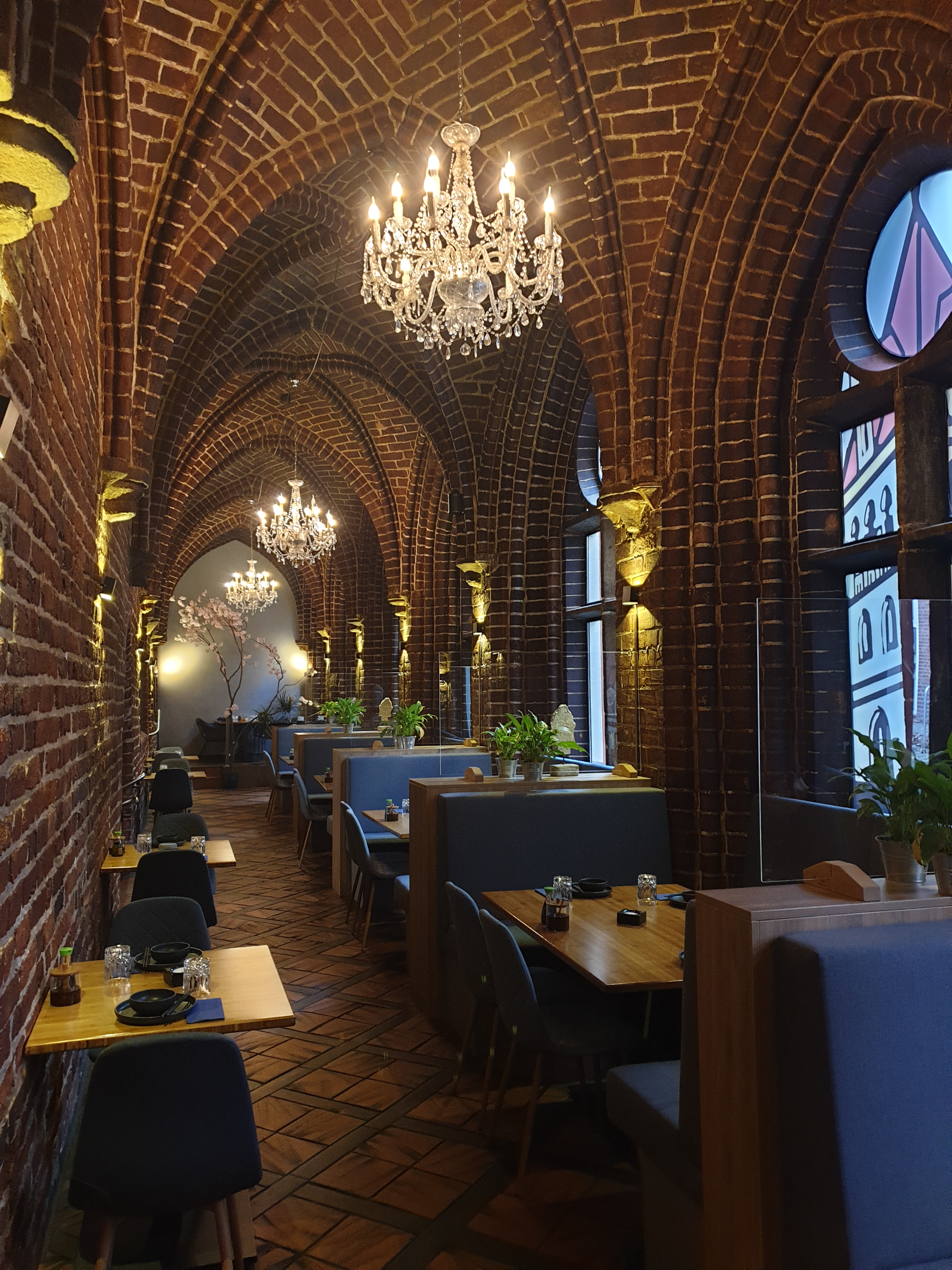
Der ehemalige Kreuzgangsflügel als Gaststätte (Foto 2023)

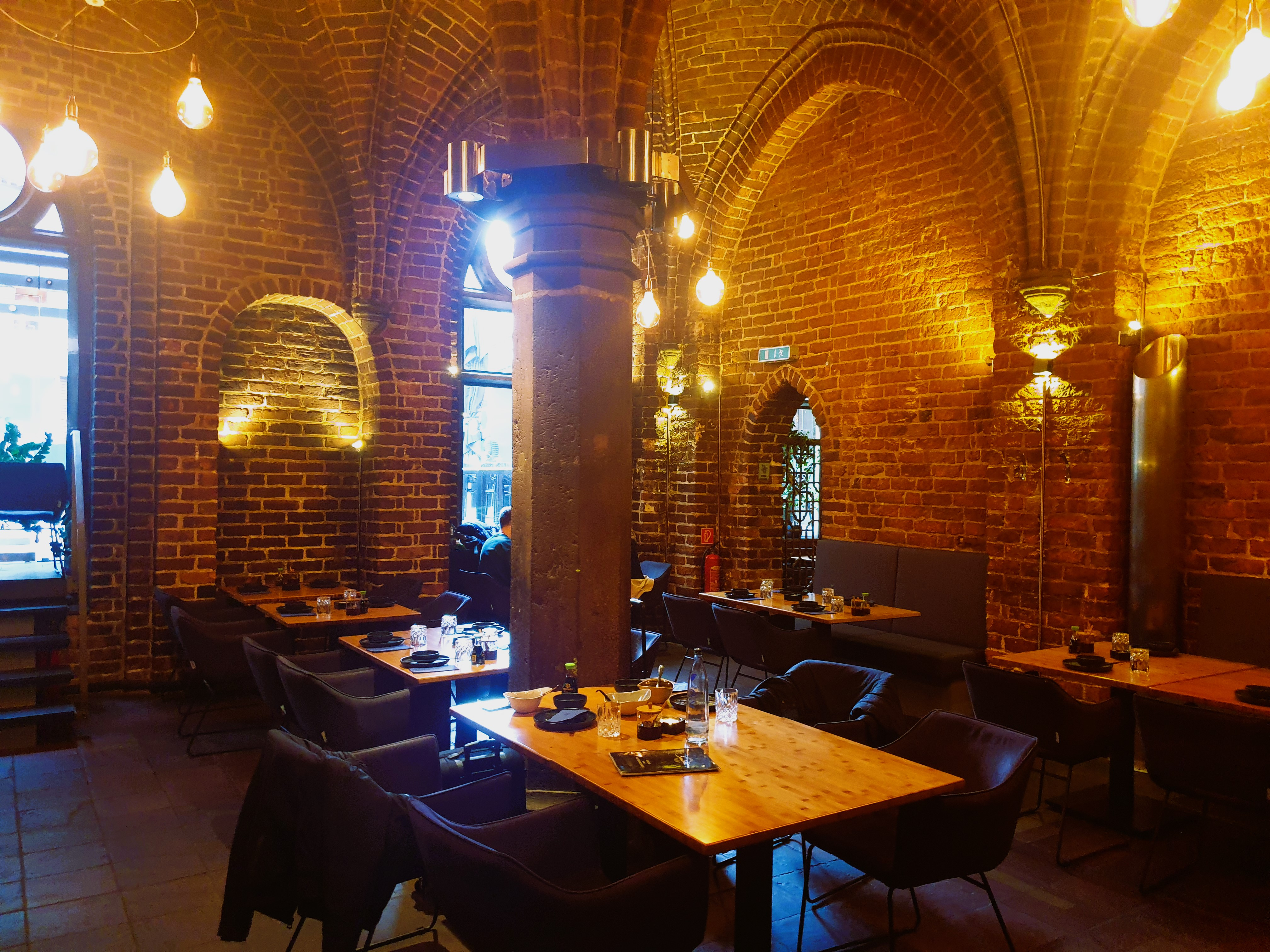
Der ehemalige Refektorium (Foto 2023)

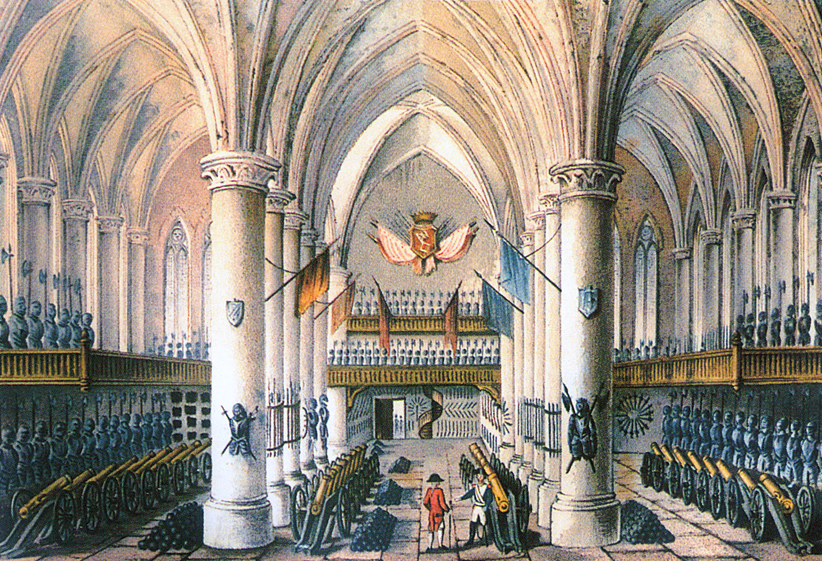
Das Bremer Zeughaus um 1811 in der ehemaligen Katharinenkirche, Aquarell von Polzin

1524 hatte sich die Reformation in Bremen durchgesetzt. An den Pfarrkirchen wurden keine Messen mehr gelesen, sondern evangelische Prediger eingesetzt. Die Dominikaner folgten der neuen Lehre nicht, noch im gleichen Jahr wurden deshalb die ersten Ordensbrüder – unter anderem der Prior und der Lesemeister – ausgewiesen. Das Kloster wurde 1528 aufgelassen.

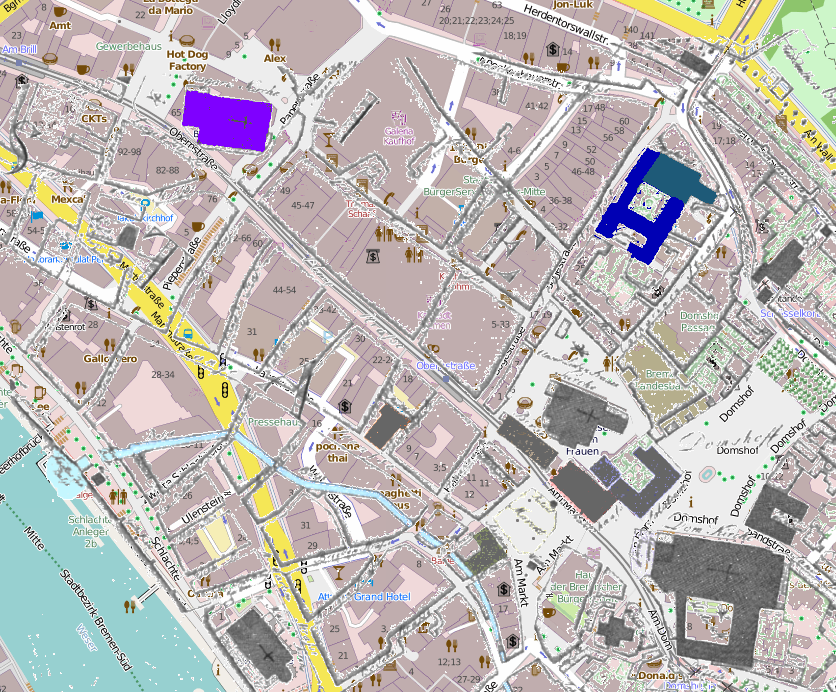
Freie Lateinschule (ehemaliges Katharinenkloster, blau) und Zeughaus (ehemalige Katharinenkirche, blaugrün), Murtfeldtplan von 1796 über heutigen Openstreetmap-Plan gelegt

Ab 1597 wurde das Kirchenschiff als städtisches Zeughaus genutzt, Eine Darstellung aus jener Zeit lässt erkennen, 1820 zum Packhaus umgebaut, und 1888 fiel der größte Teil dem Neubau eines Geschäftshauses an der Ecke Sögestraße/Schüsselkorb zum Opfer, der auch den Zweiten Weltkrieg überstand. Dennoch wurde er, um den Schüsselkorb zu verbreitern, 1960 abgerissen. Auf Filmaufnahmen vom Abriss sind außer den typischen Backsteinen im Klosterformat auch ältere, kleinere zu sehen (wie die des Verdener Domturms), möglicherweise Reste des Zisterzienserinnenbaus.

### Konventsgebäude
Auch die Klostergebäude wurden nach der Reformation umgewidmet. Die evangelische Gelehrtenschule (Lateinschule) begann hier 1528, wurde 1584 zur Akademie erweitert und nannte sich ab 1610 Gymnasium illustre, einer Mischform zwischen höherer Schule und Hochschule. Ihre Bibliothek wurde 1660 zur öffentlichen Stadtbibliothek erweitert und blieb dort bis zum Umzug in den Neubau der späteren Staatsbibliothek am Breitenweg im Jahr 1896. Der Gymnasialschulbetrieb hatte sich indessen bis 1820 an den Domshof und seine Nachbarschaft verlagert, dafür zog 1855 die Bürgerschule von Heinrich Graefe (1868: Realschule in der Altstadt) ein und blieb bis zur Zerstörung im Zweiten Weltkrieg in diesem immer wieder umgestalteten Baukomplex, der zwischenzeitlich auch ein Pfandhaus (1817) und das Historische Museum (1898) beherbergte.

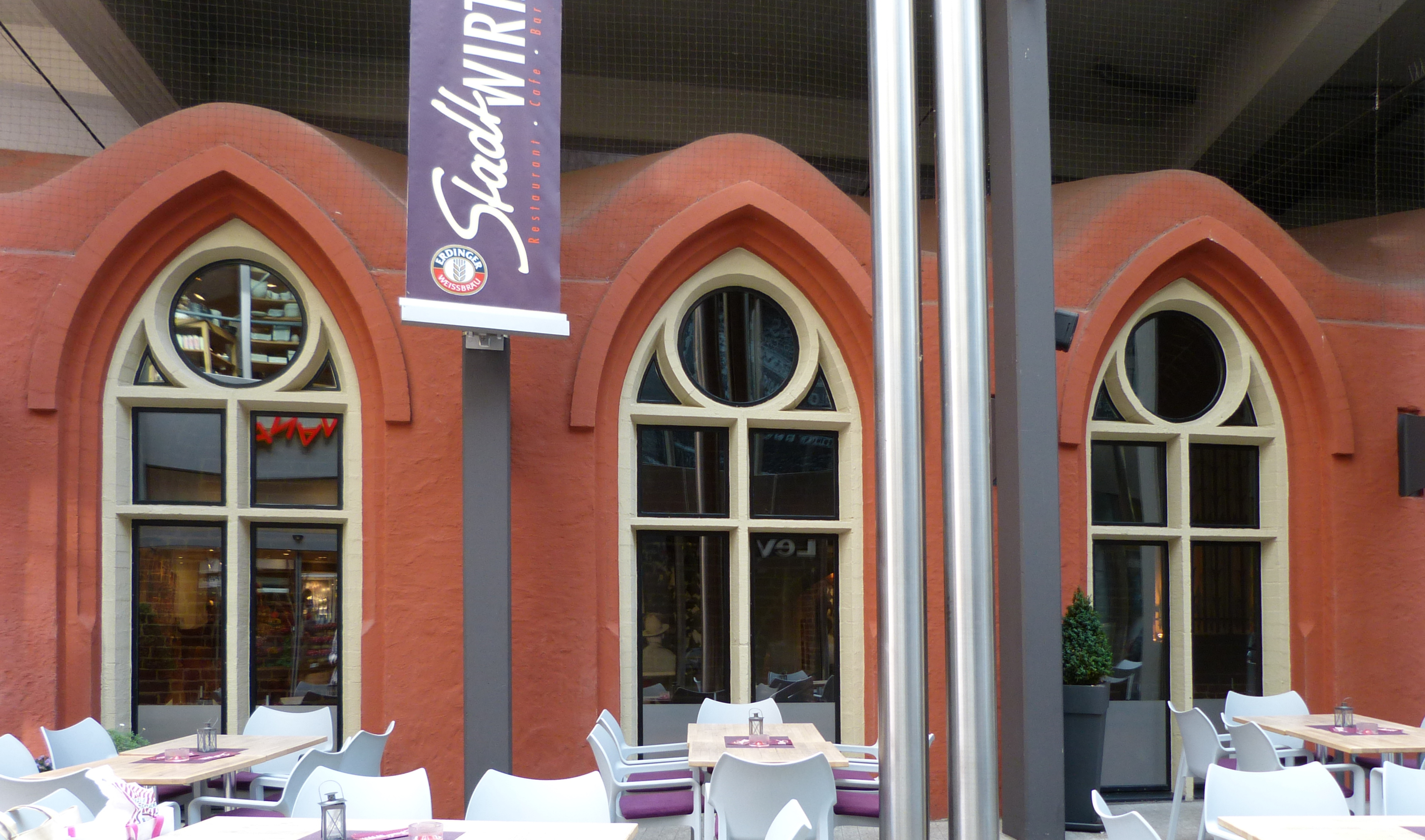
Refektorium (Foto 2012)

Die Reste des Klosters – einige Gewölbe des Kreuzgangs und des Refektoriums – sind heute mit der Katharinen-Hochgarage und die Katharinen-Passage überbaut und werden gastronomisch genutzt. Sie stehen seit 1973 unter Denkmalschutz. Im Übrigen erinnern nur noch die Namen Katharinenstraße, Katharinenklosterhof und Katharinenpassage an Kirche und Konvent der Dominikaner. 

### Dominikaner in Bremen im 20. Jahrhundert
Erst zwischen 1966 und 1988 wirkte der Orden wieder in Bremen; zunächst in der Pfarrei St. Hedwig in der Neuen Vahr und ab 1968 in St. Ursula in Schwachhausen.